# Master of Philosophy
Der Master of Philosophy (kurz: M.Phil. oder MPhil, manchmal auch Ph.M.; lat.: Magister Philosophiae) ist in der Regel Abschluss eines Forschungsstudiums und wird von angelsächsischen, meist britischen und australischen Universitäten verliehen. Trotz des Wortlauts handelt es sich bei dem M.Phil. in der Regel nicht um Philosophie; er kann in vielen Fächern erworben werden. Beispiele für Fachrichtungen sind der M.Phil. in Economics der Universität Oxford, der M.Phil. in European Literature & Culture der Universität Cambridge, der M.Phil. in International Finance and Economic Policy der Universität Glasgow oder der M.Phil. (Arts and Social Sciences) der Universität Sydney. 
Zulassungsbedingung ist in der Regel der vier- bis fünfjährige universitäre Bachelor with Honours mit mindestens Cum-laude-Abschluss. 
Die Voraussetzungen, die man erfüllen muss um einen M.Phil. zu erwerben, machen den M.Phil. zum fortgeschrittensten Forschungsabschluss vor dem Doctor of Philosophy (Ph.D. oder D.Phil.). Bei einem M.Phil. handelt es sich in den meisten Fällen ausschließlich um eine Dissertation von 50.–60.000 Wörtern, bei einem Master by Research (M.Res.) hingegen um eine Mischung aus Kursen und einer kürzeren Forschungsarbeit von 30.–40.000 Wörtern. Letzterer ist auch für Studierende geeignet, die über keinen Honours-Abschluss verfügen und daher weniger Forschungserfahrung haben. 
Die übliche Dauer eines M.Phils ist ein bis zwei Jahre. Es wird von Studierenden erwartet, dass sie mindestens 40 Stunden in der Woche an ihren Dissertationen arbeiten.
Mitunter werden angehende Doktoranden zunächst „auf Probe“ in den M.Phil. (anstelle des Ph.D.) eingeschrieben, um nach ca. einem Jahr bei sehr guter Arbeit ohne Verleihung dieses Abschlusses den Status zu wechseln und in den Ph.D. eingeschrieben zu werden.